# Charlcutt
Charlcutt – wieś w Anglii, w hrabstwie Wiltshire. Leży 48 km na północ od miasta Salisbury i 132 km na zachód od Londynu. Miejscowość liczy 60 mieszkańców.